# Bombay Sapphire

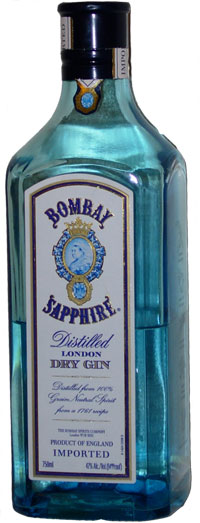
Bombay Sapphire

Bombay Sapphire ist eine 1987 eingeführte Ginmarke, der angeblich ein Londoner Rezept aus dem Jahr 1761 zugrunde liegt. Seit 1998 gehört sie zu Bacardi. Auffällig ist die markenrechtlich geschützte hellblaue Flasche.
Der Gin ist namensgebend für den Cocktail Bombay Crushed aus Gin und Kumquats.

## Herstellung und Geschmack
Charakteristisch für den Gin sind zehn „Botanicals“ (pflanzliche Zutaten), und zwar Zitrone, Mandel, Süßholz, Wacholder, Schwertlilie, Angelica, Koriander, Zimtkassie, Kubeben-Pfeffer und Paradieskörner, die den für Gin typischen Wacholdergeschmack abschwächen und ergänzen, so dass er milder schmeckt als typische London Dry Gins. Die Aromatisierung des dreifach destillierten Alkohols erfolgt mittels eines Dampfinfusionsverfahrens (Schleppdestillation), d. h. die Kräuter hängen in einem Kupferkorb über dem Alkohol, dessen Dampf die Aromen aufnimmt. Das später zugesetzte Wasser soll aus dem Lake Vyrnwy in Wales stammen.

## Alkoholgehalt und Bezug
Traditionell enthält Bombay Sapphire 47 % Alkohol, wurde aber auf dem deutschen Markt zwischen 2004 und 2007 nur in einer reduzierten Trinkstärke von 40 % angeboten. Dies führte in Fachkreisen zu Kritik und zu einem Imageverlust, da der Alkohol wesentlich zum Transport und der Entfaltung von Aromen in einem Gin beiträgt. Seit 2007 importiert Bacardi zwar auch wieder Abfüllungen mit 47 % Alkoholanteil nach Deutschland, die in der Gastronomie, in Duty-Free-Geschäften an Flughäfen und im Facheinzel- und Versandhandel zu finden sind (meist in 1,0 l-Flaschen), während der Lebensmitteleinzelhandel weiterhin fast ausschließlich die Variante mit 40 % Alkohol in der 0,7 l-Flasche führt.

## Varianten
Bombay Sapphire wird in folgenden Varianten angeboten:
- Bombay Dry, ohne Kubeben-Pfeffer und Paradieskörner. Abgefüllt mit 42 % abv.

- Star of Bombay, mit Bergamotten-Schalen und Moschuskörnern (gemeint sind die Samen der Bisameibisch-Art Abelmoschus moschatus).

- Bombay Bramble, infusioniert mit frischen Brombeeren und Himbeeren.

- Bombay Citron Pressé, infusioniert mit Zitronen.